# Val Logsdon Fitch
Pour les articles homonymes, voir Fitch.
Val Logsdon Fitch (né le 10 mars 1923 à Merriman – mort le 5 février 2015 à Princeton) est un physicien américain. Il est colauréat avec James Watson Cronin du prix Nobel de physique de 1980.

## Biographie
Fitch naît à Merriman dans le Nebraska. Durant la Seconde Guerre mondiale il travaille sur le projet Manhattan. Il obtient sa licence à l'université McGill en 1948 et son Ph.D. de l'université Columbia en 1954.
En 1964, Fitch et son collègue James Watson Cronin conduisent une série d'expériences montrant une violation de la symétrie CP dans le cas de la désintégration du kaon. Dans un premier temps quelques doutes sont émis sur la validité des résultats ou si ces résultats pouvaient être interprétés sans entraîner une violation de la symétrie CP, mais l'expérience est reproduite assez rapidement et un consensus se forme sur la validité de l'interprétation. Cette découverte vaut à Cronin et Fitch le prix Nobel de physique en 1980 « pour la découverte de la violation d'un principe fondamental de symétrie lors de désintégration de K-mésons neutres ».

## Prix et médailles
- 1968 : Ernest-Orlando-Lawrence-Price
- 1976 : John Price Wetherill Medal
- 1980 : Prix Nobel de physique
- 1993 : National Medal of Science